# Mitologia egípcia
A Mitologia egípcia é a coleção dos mitos do antigo Egito, que descreve as ações e relações dos deuses egípcios como uma forma de compreender o cosmos.